# Diego Andrade
Diego Leonardo de Andrade Carvalho (Belo Horizonte, 8 de agosto de 1977) é um político e administrador brasileiro.
Diego é sobrinho do senador Clésio Andrade. Trabalhou na Copasa antes de eleger-se deputado federal por Minas Gerais em 2010, pelo Partido da República (PR). 
Foi reeleito deputado federal em 2014, já pelo Partido Social Democrático (PSD). Durante a 55ª legislatura, votou a favor do impeachment de Dilma Rousseff. Posteriormente, votou a favor da PEC do Teto dos Gastos Públicos. Em agosto de 2017 votou contra o processo em que se pedia abertura de investigação do então presidente Michel Temer, ajudando a arquivar a denúncia do Ministério Público Federal.
Foi novamente reeleito em 2018, também pelo PSD.
Em maio de 2020, indicou à presidência da Fundação Nacional de Saúde (Funasa) o coronel da Polícia Militar do Estado de Minas Gerais Giovanne Gomes da Silva. Giovanne acabaria renunciando após denúncias de assédio moral em agosto de 2021, e o deputado indicaria seu substituto, escolhendo o advogado Miguel da Silva Marques. Miguel é o concunhado de Diego Andrade.
Em 2022, foi reeleito deputado federal pela quarta vez.